# Aeonium timensis
Aeonium timensis är en fetbladsväxtart som beskrevs av A. Bañares Baudet, J.M. Macarrón. Aeonium timensis ingår i släktet Aeonium och familjen fetbladsväxter. Inga underarter finns listade i Catalogue of Life.